# Назофарингіт
Назофарингіт (від лат. nasus — ніс і дав.-гр. φάρυγξ — глотка + дав.-гр. -ίτις — запалення; також ринофарингіт від дав.-гр. ῥίζ, ῥῑνόζ — ніс) — катаральне запалення слизових оболонок носової порожнини і глотки, що супроводжується їх почервонінням, набуханням, набряком, а також утворенням і виділенням рідини (так званого ексудату), яка може бути прозорою (серозний ексудат), з домішками слизу (слизовий) і/або гною (гнійний). Найбільш часта причина катарального запалення верхніх дихальних шляхів — бактеріальна або вірусна інфекція, як й при фарингіті, ларингіті, нежитю, таким чином, запалення слизової оболонки носоглотки є найчастіше інфекційної етіології. ГРВІ є найпоширенішим інфекційним захворюванням у країнах розвиненої економіки, в середньому за рік доросла людина хворіє на ГРВІ 2-3 рази, дитина — 6-10 разів.

## Етіологія
Гострий назофарингіт має вірусну або, рідше, бактеріальну етіологію, хронічний назофарингіт має, як правило, бактеріальну, іноді — грибкову природу.
Як збудники вірусної природи в основному виступають риновіруси, віруси парагрипу, людські коронавіруси тощо, бактеріальної природи — стрептокок, стафілокок, диплококи (в тому числі й менінгокок), пневмокок та інша мікрофлора, що є в носоглотці.
Причинами хронічного назофарингіту є регулярні запалення носоглотки і недолікований гострий процес, аномалії будови носоглотки, часті переохолодження, застійні процеси при захворюваннях серця, печінки, нирок, часте вдихання пилу і газу, куріння і зловживання алкоголем.
Хронічний назофарингіт має дві клінічні форми — гіпертрофічну і атрофічну. Гіпертрофічна спричинює набряк і потовщення слизового і підслизового шару носоглотки, що обумовлює відчуття садіння та першіння в горлі, нерідко біль при ковтанні, лоскоту в носі, чхання, підвищене виділення світлої прозорої рідини і сльозовиділення, що посилюється вранці. Атрофічна форма, навпаки, призводить до стоншення слизової оболонки носоглотки, що веде до сухості в глотці, появи певних проявів, в тому числі й неприємного запаху з рота. Характерний прояв цієї клінічної форми назофарингіту — в процесі розмови людині хочеться зробити ковток води.

## Клінічні прояви

Дихальні шляхи людини

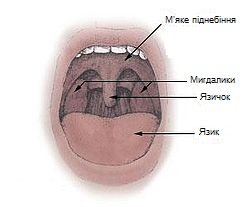
На схемі показані піднебінні мигдалини (побут.:гланди)

Гострий назофарингіт починається раптово, часто супроводжується підвищенням температури тіла до субфебрильних цифр (37,5°С—38,0°С). Характерні скарги на головний біль, першіння в горлі, біль при ковтанні, закладення носа, утруднення носового дихання, ринорею. Крім того, для назофарингіту характерні неприємні відчуття в носоглотці: печіння, поколювання, сухість, нерідко скупчення слизового виділення, яке іноді набуває кров'янистого вигляду і важко відходить з носоглотки. Нерідко турбує біль у потилиці. Часто виникають труднощі носового дихання і гугнявість, особливо у дітей. У випадках поширення запалення на слизову оболонку слухових труб (євстахіїт) з'являються поклацування, шум і біль у вухах, зниження слуху. При огляді відзначаються млявість, адинамія, блідість шкірного покриву, гіперемія і набряклість задньої стінки глотки, її зернистість через гіперплазію лімфоїдних фолікулів, набухання бічних валиків. На задній стінці глотки помітна невелика кількість слизу (катаральне запалення глотки).
Назофарингіт у дорослих нерідко перебігає без підвищення температури тіла, задовільному стані та самопочутті, з помірно вираженими катаральними явищами з боку носоглотки. У дитячому віці гарячка часто буває значною. При огляді відзначаються гіперемія і припухлість слизової оболонки носоглотки, в'язкі слизові нашарування на піднебінних мигдалинах (лат. tonsíllae) і задній стінці глотки.
Перебіг гострого назофарингіту сприятливий: через 2-4 дні нормалізується температура тіла, а повне клінічне одужання настає на 5-у-7-у добу

### Менінгококовий назофарингіт
Менінгококова інфекція — гостре інфекційне захворювання, що характеризується значним клінічним поліморфізмом (різноманітними як за характером, так і за ступенем тяжкості клінічними проявами) і перебігає у вигляді носійства, назофарингіту, генералізованих форм — менінгіту або менінгококцемії. Менінгококовий назофарингіт може бути самостійною клінічною формою менінгококової інфекції або продромальною стадією генералізованої форми. Інкубаційний період при цій формі варіює в межах 1-10 днів, але частіше становить 3-5 діб. Захворювання починається гостро, хворі скаржаться на кашель, першіння, біль у горлі, закладення носа, нежить із слизисто-гнійним виділеннями. Провідною скаргою у більшості хворих є тупий головний біль, який найчастіше локалізується в лобно-тім'яної області. Є певна млявість, адинамія, блідість обличчя. При огляді можна виявити гіперемію піднебінних мигдаликів, м'якого піднебіння і дужок, гіперемію і зернистість задньої стінки глотки, покритої слизисто-гнійним нашаруванням. Дуже часто на задній поверхні глотки ці виділення утворюють дві характерні смужки по ходу стікання їх із хоан. У деяких випадках пальпуються збільшені та болісні підщелепні лімфатичні вузли. Ця форма за клінічним перебігом нагадує звичайні ГРВІ, перебігає у більшості випадків легко, і нерідко хворі виявляються лише при активному обстеженні осередка менінгококової інфекції. При середньо-тяжкому перебігу спостерігається загальна інтоксикація, виражена гарячка, артеріальна гіпотензія, тахікардія, приглушеність тонів серця, запаморочення. Захворювання закінчується повним одужанням хворих. Однак, іноді може відбуватися достатньо тяжкий перебіг із розвитком вираженого синдрому інтоксикації: різкий головний біль, гарячка, короткочасна менінгеальна симптоматика і геморагічний висип на шкірі, що створює певні проблеми в трактовці діагнозу: чи це тяжкий перебіг назофарингіту, чи початок генералізації. Більшість клініцистів схиляються до думки, що в подібній ситуації слід визначити це саме як начальні прояви генералізації інфекції з відповідними тактичними змінами у веденні хворого.

### Алергічний назофарингіт
Багато алергенів спричинюють алергічний ринофарингіт із набряком слизових оболонок і серозним секретом. Часто є й інші ураження (кон'юнктивіт, бронхіальна астма, екзема, кропив'янка). У разі тривалого перебігу головними причинами є кліщ домашнього пилу або шерсть тварин. Сезонний алергічний ринофарингіт виникає, наприклад, після вдихання пилку дерев, кущів, трав, злаків. Головними проявами є ринорея, свербіння в носі, закладеність носу, чхання.

## Діагностика
Діагноз в першу чергу ґрунтується на анамнезі. Необхідно провести огляд носа і глотки. Якщо існує підозра на бактеріальну інфекцію, необхідно взяти мазок звідти, який потім підлягає експрес-тестам, бактеріологічному посіву.
У периферичної крові іноді спостерігається помірно виражений лейкоцитоз нейтрофільного характер. У 50 % випадків гострого назофарингіту картина периферичної крові не змінюється.
Для виключення можливості синуситу, як то гаймориту, у тяжких випадках застосовується рентгенографія придатків носа.

## Лікування
Лікування є загальним для багатьох причин назофарингіту. Безрецептурні назальні спреї та назальні краплі деконгестантів—α1-адреноміметиків, як то нафазолін, ксилометазолін, оксиматазолін, трамазолін, фенілефрін зменшують набряк слизової оболонки носа, що полегшує дихання і зменшує прояви риніту. Для зменшення проявів фарингіту застосовують дезінфікуючі спреї для рота, знеболюючі протизапальні пастилки та теплі напої. Якщо значно піднялася температура, її можна лікувати жарознижувальними препаратами. Бактеріальний назофарингіт необхідно лікувати антибіотиком.
Але, як правило, захворювання проходить самостійно через 10-14 днів. Лікарські засоби діють певною мірою патогенетично полегшуючи прояви. Слизова оболонка відновлюється лише за три-чотири тижні.

## Профілактика
Необхідно регулярно проводити прибирання, провітрювати кімнати, мити руки після відвідувань громадських місць і перед їжею. Доведеними засобами профілактики є дотримання особистої гігієни (регулярне миття рук). Носіння маски може знизити поширення інфекції, при цьому маску повинен носити хворий, а не здорова людина.
Під час епідемій ГРВІ слід уникати тривалих перебувань у громадських місцях. Додаткове вживання вітаміну С в деяких випадках може знизити тривалість хвороби, але не впливає на ризик зараження. При цьому вживання вітаміну С під час хвороби не надає позитивного ефекту . 
Важливою профілактикою простудних захворювань є здоровий спосіб життя: повноцінний сон (близько 8 годин на добу), зарядка, прогулянки, вживання різноманітної їжі, що містить вітаміни, регулярні виїзди на природу з великих промислових міст.